# Cerkiew św. Marka w Białej Podlaskiej
Cerkiew pod wezwaniem św. Apostoła i Ewangelisty Marka – prawosławna cerkiew polowa w Białej Podlaskiej. Należy do parafii wojskowej św. Marka w Białej Podlaskiej, w Prawosławnym Ordynariacie Wojska Polskiego PAKP.
Świątynia znajduje się na terenie dawnej jednostki wojskowej, przy ulicy Łomaskiej 94A.

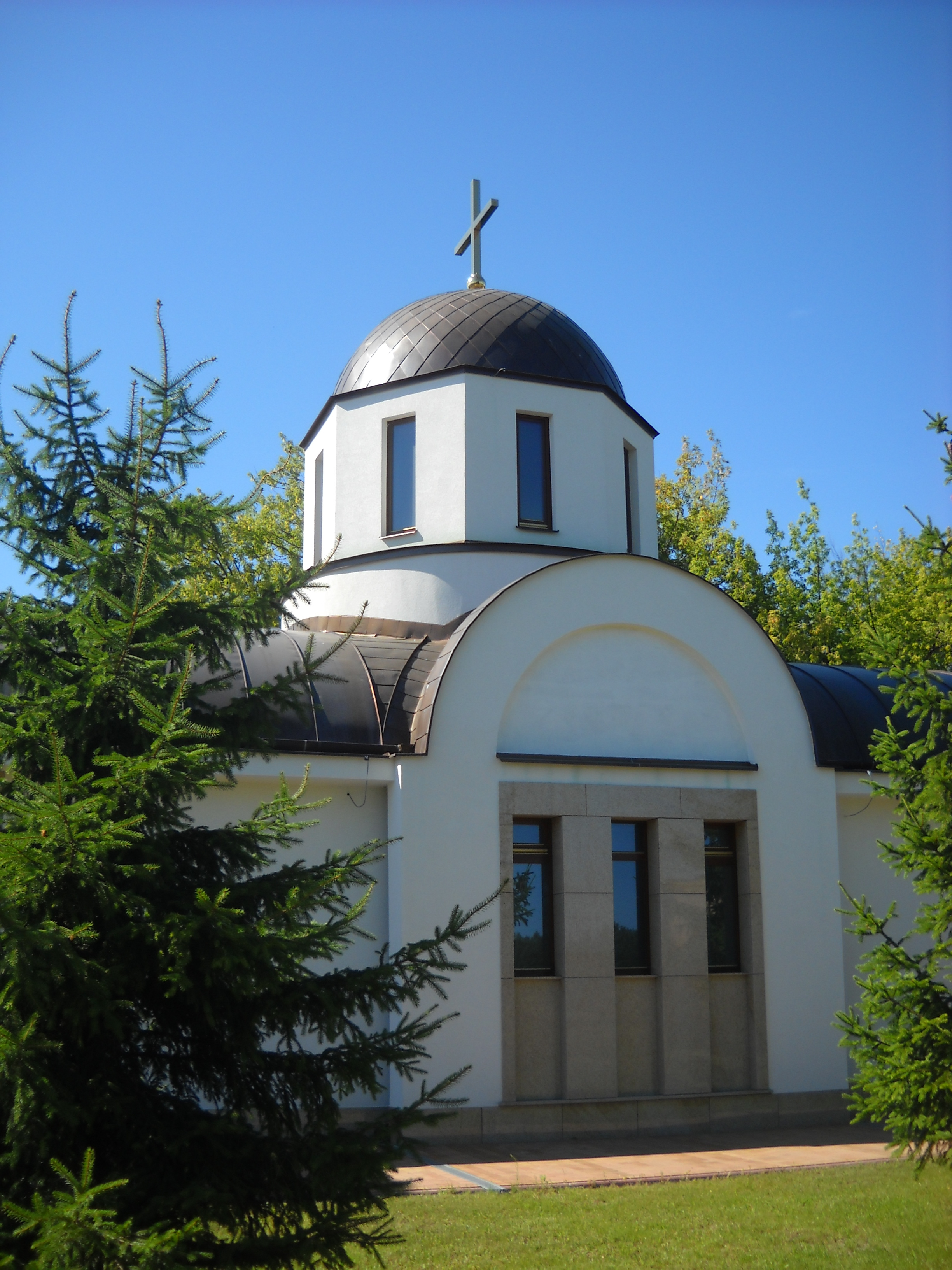
Kopuła

Dawna kaplica rzymskokatolicka, przekazana prawosławnym w 2000. W latach 2009–2012 obiekt gruntownie przebudowano, w celu zwiększenia powierzchni użytkowej oraz nadania budynkowi wyglądu prawosławnego obiektu sakralnego. 29 kwietnia 2012 cerkiew została konsekrowana.
Obok cerkwi wzniesiono murowaną dzwonnicę parawanową, wyposażoną w 3 dzwony.
W lutym 2020 r. dokonano włamania do cerkwi (ukradziono kielich eucharystyczny, ewangeliarz i kilka ksiąg liturgicznych).